# Galactica 1980
Galactica 1980 es una serie de televisiva de ciencia ficción, y una derivación de la serie de 1978 Battlestar Galactica. Se emitió por primera vez en la cadena ABC en el Estados Unidos del 27 de enero al 4 de mayo de 1980.

## Desarrollo
Después de la cancelación de la serie original Battlestar Galactica se produjo un envío masivo de cartas de fanes pidiendo la continuación de la serie. Debido a que estos fenómenos de envío de cartas era extraño en 1979 la cadena ABC se replanteó las razones de su decisión. Tras algunas deliberaciones contactaron con Glen A. Larson para reanudar la serie, pero con un formato modificado y menos costoso.
Tanto Larson como la cadena entendieron que la serie necesitaba un cambio radical para relanzarla como un spin-off así, Larson y Donald P. Bellisario decidieron ubicar temporalmente la nueva serie cinco años después del episodio final de la original, titulado "La Mano de Dios". Esto les permitiría eliminar a muchos personajes secundarios (Colonel Tigh, Athena, Cassiopeia, Boxey, etc.) lo que reduciría los costes de producción. Los únicos personajes principales que volverían de la serie original serían el Comandante Adama, el coronel Boomer (sustituyendo a Tigh), Apollo, Starbuck y el conde Baltar. De alguna manera el conde Baltar había sido perdonado por traicionar a las Colonias ante los Cylones y era ahora el Presidente del Consejo de los Doce.

## Sinopsis
La serie se inicia con el descubrimiento del planeta Tierra del año 1980, un mundo que puede recibir a la colonia de humanos que escapa de la amenaza de los Cylones en un lugar lejano del Universo y tiene problemas de recursos por un viaje tan largo por el Universo, pero que es totalmente incapaz de defenderse en caso de un ataque de los Cylones si descubren el planeta lo atacarían como hicieron con las colonias, según advierten pruebas de computadoras. 
El Comandante Adama decide entonces dirigirse al espacio profundo para conducir a los Cylones que les persiguen lejos del planeta Tierra, pero Baltar sospecha que ya encontraron al planeta Tierra y sugiere al consejo de Cylones, usar la tecnología de viaje en el tiempo para alterar la historia de la Tierra y acelerar de esta manera el desarrollo de su tecnología. De esta manera sería capaz de lograr mucho más rápido un nivel tecnológico similar al de las Colonias.
El Consejo de Cylones, compuesto por avanzados robots de inteligencia artificial, vota en contra de esta propuesta, cansados de una guerra tan larga y también con problemas de recursos, y Baltar roba una nave con capacidad para viajar en el tiempo dirigiéndose a la Tierra para llevar a cabo su plan. Tras algunas deliberaciones ante este nuevo peligro, Starbuck y Apollo son enviados tras él para traerlo de vuelta o, por lo menos, para deshacer los cambios que realice en la historia terrestre. De esta manera, en la versión original propuesta al principio del proyecto, cada episodio sería una suerte de "misión en el tiempo", generalmente con Apollo en un tiempo diferente del pasado y Starbuck saltando una y otra vez del "Ahora" al "Entonces" para informar y ayudar a Apollo. La ABC inicialmente aprobó este nuevo concepto y dio el visto bueno para el desarrollo del episodio piloto.
Sin embargo, Dirk Benedict (Starbuck en la serie original) no estaba disponible para el rodaje. Richard Hatch (Apolo en la serie original) recibió el guion de Galactica 1980, pero lo rechazó porque no estaba seguro su personaje ahora que todos los personajes han cambiado.
Se decidió entonces ubicar temporalmente la serie treinta años después del final de la serie original, Boxey pasaría a llamarse Troy en el futuro, un nuevo piloto y tomaría el papel de Apollo, mientras que un personaje llamado teniente Dillon se haría cargo de reemplazar a Starbuck. El personaje del Presidente Baltar fue eliminado y se creó al personaje del Comandante Xavier (ó Doctor Xavier) que asumiría el papel de villano de la película.
La premisa de establecer la serie de treinta años después de la serie original, creaba un problema temporal con la serie original, que finalizaba con la Galactica recibiendo la transmisión del aterrizaje del Apollo en la Luna. Eso significaba que el final de esta serie habría tenido lugar en algún momento después de 1969 según el calendario terrestre. Un viaje de treinta años supondría que la Flota Colonial alcanzaría la Tierra alrededor del paso al siglo XXI y no en 1980.
Tras la finalización del piloto, la cadena ABC ahora no estaba contenta con el concepto de viaje en el tiempo de la serie y acordó producirla sólo si este concepto complicado era eliminado. Larson y Bellisario aceptaron de mala gana y la serie se centró ahora, en los intentos de Troy y Dillon por proteger a algunos niños coloniales en la Tierra, que estaban poblando el planeta en secreto, se hacen pasar como humanos nacidos en el planeta y se integran a la sociedad de humanos, aunque en un capítulo posterior si viajan al pasado para detener a los nazis, su misión ahora es tener contacto con algunos científicos de la Tierra y ayudarles a mejorar su tecnología, se presentan como visitantes de otro mundo a personas seleccionadas que tendrían la capacidad de entender la situación. 
Bellisario retomaría más tarde el concepto de viaje en el tiempo como base de la exitosa Quantum Leap.
El nombre de "Pacific Tech" ("Pacific Institute of Technology") que se utiliza en el primer episodio "Galáctica descubre la Tierra", para tratar de mejorar la tecnología de los humanos, ha sido varias veces presentada con anterioridad en películas y series de televisión cuando directores, guionistas o productores han querido nombrar una Universidad con orientación científica sin usar un nombre real, como por ejemplo en: La Guerra de los Mundos y Real Genius, un primer borrador del guion utilizaba el nombre de la institución real  "Caltech", donde tratan de descubrir cómo enfrentar a los visitantes del espacio.
La serie finalmente aprobada para su producción es ambientada durante el año 1980, y una generación después de la serie original, la Galactica y su flota de 220 naves civiles finalmente descubrieron la Tierra, pero solo para descubrir que su gente no está tan avanzada científicamente como ellos esperaban para recibir su ayuda y ganar la guerra contra los Cylones, y que el planeta tampoco puede defenderse contra los Cylons. ni ayudar a la Galactica como se esperaba originalmente. Por lo tanto, equipos de guerreros coloniales son enviados de manera encubierta al planeta para trabajar de incógnito con varios miembros de la comunidad científica, con la esperanza de avanzar en la tecnología de la Tierra.
El comandante Adama, siguiendo el consejo del doctor Zee, un adolescente prodigio que se desempeña como consejero de Adama, envía al capitán Troy, hijo adoptivo del propio hijo de Adama, Apollo, y al teniente Dillon a América del Norte, donde conocen a la periodista de televisión Jamie Hamilton. 
Después de una aventura épica de viaje en el tiempo inicial a la Alemania nazi en la década de 1940, para detener al rebelde comandante galáctico Xavier, tratando de cambiar el futuro para mejorar el nivel tecnológico de la Tierra, y así poder ganar la guerra a los Cylones, en contra del consejo de doctor Zee, los tres amigos ahora reunidos con un mismo objetivo, idean formas de ayudar a los científicos de la Tierra y burlar a los Cylons en el presente día en los años 1980. 
Mientras tanto, Adama envía un grupo de niños de la flota de Galáctica (los Super Scouts) a la Tierra para comenzar el proceso de integración con la población, ellos se tratan de integrar a la sociedad y ocultar su origen espacial, pero debido a las diferencias en gravedad y fisiología, los niños deben lidiar con el hecho de tener poderes casi sobrehumanos en la Tierra.
El décimo y último episodio, The Return of Starbuck utiliza el escenario de 1980 como un dispositivo de encuadre para una historia sobre Starbuck en un planeta desierto, como un recuerdo que tenía el doctor Zee de su origen.
Los destinos de varios personajes de la serie original se explican durante el curso de la serie que tiene éxito en su plan de integración con la sociedad humana en el planeta Tierra. Apollo aparentemente está muerto, la causa de su muerte no se aborda. Starbuck quedó abandonado en un planeta desértico, después de un accidente con una nave enemiga y se hace amigo del robot Cylon soldado, que también queda abandonado en el planeta al ser destruida su nave, Starbuck lo reprograma para ser su amigo y viven juntos en un refugio, cuando llegan otros robots Cylones soldados al planeta desérticos para matar a Starbuk, el Cylon reprogramado lo defiende y da la vida por salvar a Starbuck, revela la posibilidad de lograr la paz entre robots y humanos en el futuro.
El guion de un episodio sin filmar "The Wheel of Fire" indicaba que Starbuck finalmente fue rescatado del planeta desértico por los habitantes de Ships of Light y se convirtió en uno de sus habitantes, ahora es un protector espiritual de la nave Galáctica y está relacionado con el doctor Zee, también se revela que el Capitán Troy es Boxey, y el Teniente Boomer ha subido al rango de Coronel y se ha convertido en el segundo al mando de Adama.

## Historia
Ambientada en el año 1980 y una generación después de los personajes de la serie original para la televisión, la nave Galactica y su flota de 220 naves civiles han encontrado finalmente la Tierra, sólo para descubrir que sus habitantes no están suficientemente avanzados tecnológicamente. No son capaces de defender su planeta contra los Cylones ni de ayudar a la Galactica como originalmente esperaba su tripulación. Por tanto, grupos de soldados coloniales son enviados en secreto al planeta para trabajar de incógnito con importantes científicos en un intento de hacer avanzar la tecnología terrestre.
El comandante Adama sigue el consejo del Doctor Zee, un adolescente prodigio que trabaja como su asesor, y envía al capitán Troy, hijo adoptivo de su propio hijo Apollo, y al teniente Dillon a los Estados Unidos, donde se enredan con la periodista de televisión Jamie Hamilton. Después de una épica aventura inicial de viaje en el tiempo a la Alemania Nazi en un intento de detener al comandante Xavier, que intentaba cambiar el pasado para mejorar la tecnología terrestre en el presente, los tres personajes buscarán formas de ayudar a los científicos terrestres con el fin de vencer a los Cylones en el presente. Mientras tanto Adama envía a un grupo de niños de la flota a la Tierra para iniciar el proceso de integración con la población local. Sin embargo, debido a las diferencias de gravedad y fisiología, estos niños deberán lidiar con el hecho de que poseen poderes casi sobrehumanos.
El destino de diferentes personajes de la serie original son aclarados a lo largo de los diversos episodios. Apollo parece haber muerto aunque no se aclara la causa de la misma. Starbuck quedó abandonado en un planeta desierto, sin embargo en el guion del episodio "The Wheel of Fire" (aún no grabado a la fecha de la cancelación de la serie original) concluía que era rescatado del planeta por los tripulantes de las Naves de la luz convirtiéndose en uno de ellos. Se revela que el capitán Troy es Boxey y el teniente Boomer ha ascendido al rango de coronel y es el segundo de Adama. Aparentemente Baltar fue rescatado del planeta en el que era abandonado en el episodio "Hand of God" convirtiéndose ahora en el comandante Baltar de la flota Cylon que persigue a los colonos. El destino de otros personajes, incluyendo la hija de Adama, Athena, el coronel Tigh, la novia de Starbuck Cassiopeia y el perro robot Muffit no se explica, simplemente no se mencionan en esta nueva serie.

## Reparto principal
- Lorne Greene como Comandante Adama.
- Herb Jefferson, Jr. como Coronel Boomer.
- Kent McCord como Capitán Troy.
- Barry Van Dyke como teniente Dillon.
- Robyn Douglass como Jamie Hamilton.
- Richard Lynch como Comandante Xavier.
- Allan Miller como Coronel Jack Sydell.
- Robbie Rist y James Patrick Stuart como Doctor Zee.

## Cancelación
El programa tuvo una pobre acogida durante su emisión y se canceló después de sólo diez episodios, muchos de los cuales eran multi-parte. El último en emitirse fue "The Return of Starbuck" que incluía una aparición de Dirk Benedict de la serie original. Larson empezó incluso a desarrollar una secuela de este episodio pero la serie se canceló durante la producción del capítulo 11, "The Day They Kidnapped Cleopatra", que nunca se completó.

## Desarrollo posterior
Los diez episodios de Galactica 1980 se incluyeron en un pack con el nombre de Battlestar Galactica para su emisión en cadenas filiales.
Después de la cancelación del programa una película titulada Conquest of the Earth fue confeccionada con escenas de los tres episodios "Galactica Discovers Earth" y los dos "The Night the Cylons Landed". También se incluyó una escena de John Colicos como Baltar en esta producción tomada de un episodio de la serie original (Baltar no aparece en ninguno de los episodios de Galactica 1980) y que fue parcialmente doblada para que su parlamento tuviera sentido con la nueva situación de Galactica. Algunas escenas de Adama y el Dr. Zee también fueron dobladas parcialmente para añadir detalles de porqué dos actores diferentes interpretaron al Dr. Zee. Esta cinta fue estrenada en cines en Europa, Nueva Zelanda y Australia y en vídeo en el resto.

## Edición en DVD
El 23 de diciembre de 2007, la Universal estrenó todos los episodios de Galactica 1980 en dos discos. Esta edición se promocionó como la "Temporada Final Original de 'Battlestar Galactica'".

## Cómic
En agosto de 2009, Dynamite Entertainment lanzó la serie de cómics Galactica 1980. Escrita por Marc Guggenheim es una reimaginación de la serie original.